# 弘明 (貝勒)
貝勒弘明（1705年4月25日—1767年2月4日，康熙四十四年四月初三日寅時—乾隆三十二年正月初六日申時），鑲藍旗滿洲人，右翼近支宗室鑲藍旗第四族弘字輩，恂郡王允禵次子，弘春之弟，雍正帝侄子，乾隆帝堂哥，清朝官員、將領，封爵多羅貝勒，官至都統，卒諡恭勤。

## 生平
雍正十三年（1735年）十一月，兄長弘春革爵，以弘明封多羅貝勒。
乾隆元年（1736年）二月，正式冊封貝勒。
四年（1739年）正月初二日，參與乾清宮王公大臣九十九人宴，唱和御製柏梁體詩。八月二十七日，充管理武備院事務大臣。
五年（1740年）四月初三日，授鑲紅旗蒙古都統。
六年（1741年）三月，因曠職武備院，自請罷斥以正官箴，乾隆帝硃批：「弘明著照舊供職」，不予追究。
十年（1745年）十一月，與阿克敦、永興、覺羅勒爾森奉派考驗鑲藍旗各營兵丁射布靶。
十一年（1746年）二月二十八日，解任武備院事務。八月二十七日，出席瀛臺王公宗室宴，唱和柏梁體詩，作「吉日庚寅時維良」句。
十四年（1749年）八月，因故遭議處罰俸，獲得寬免。
十六年（1751年）七月，派充查齋大臣。
十七年（1752年）六月，解任鑲紅旗蒙古都統。
二十七年（1762年）四月，因頭上生瘡，奏請停俸養病，乾隆帝諭不必解任、賞半俸養病。
三十年（1765年）正月，因鑲紅旗蒙古都統任內遺漏常敦等開戶一案，遭宗人府議處。
三十二年（1767年）正月初六日，卒，年六十三歲。二月，賜祭葬、諡恭勤。五月，以次子永碩降襲固山貝子。

## 著作
校閱《欽定八旗則例》。

## 家庭及關聯
- 祖父：清聖祖。
- 祖母：孝恭仁皇后烏雅氏。

### 父母
- 父：恂勤郡王允禵，康熙帝第十四子，封恂郡王，官至撫遠大將軍、守護陵寢大臣、都統，諡勤。
- 母：完顏氏，禮部侍郎羅察之女，四川布政使羅殷泰之妹，允禵嫡福晉。

### 兄弟
弘明排行第二，有一兄二弟。
- 已革泰郡王弘春（1703年—1739年），允禵側福晉舒舒覺羅氏所生，爵至泰郡王，因事革退。娶瓜爾佳氏，一等子兼一雲騎尉慶德之女。
- 弘映（1707年—1771年），允禵側福晉伊爾根覺羅氏所生，官至鑲紅旗滿洲副都統。娶祖佳氏，一等子祖俊之女；繼娶王氏，御史綽爾和之女。
- 弘暟（1709年—1760年），允禵嫡福晉完顏氏所生，官至鑲藍旗漢軍都統。娶瓜爾佳氏，一等侍衛都里瑪之女；繼娶張佳氏，達蘭泰之女。

### 妻室
- 嫡夫人：完顏氏，四川布政使羅殷泰之女。
- 繼夫人：馬佳氏（？年—1781年）[17]，馬惟耀之女。
- 側夫人：王氏，王四之女。

### 子嗣
弘明育有五子、至少一女。
- 長子：永忠（1735年—1793年），庶王氏所生，封爵三等輔國將軍，官宗學總管。娶卞氏，知縣卞州青之女；繼娶舒穆祿氏，廣州將軍楊寧（楊英）之女；三繼娶納喇氏，員外郎羅庚之女；四繼娶鈕祜祿氏二等侍衛伊三泰之女、一等公凌柱孫女。
- 次子：永碩（1736年—1808年），庶王氏所生，封三等輔國將軍，襲封固山貝子，官至正藍旗蒙古都統、宗人府左宗正。娶瓜爾佳氏，德爾格之女。
- 三子：永恬（1738年—1767年），庶王氏所生，封一等奉國將軍。娶韓佳氏，參領明圖之女；繼娶王氏參領王滔之女。
- 四子：永悌（1740年—1798年），庶王氏所生，封一等奉國將軍，官佐領。娶伊爾根覺羅氏，護軍參領明德之女。
- 五子：永庫（1743年—1758年），庶王氏所生，早卒，無嗣。

- 女，封郡君，指婚巴林部一等台吉丹津。[19]